# Convocazioni al campionato mondiale femminile di pallavolo 2002
Elenco delle giocatrici convocate per il campionato mondiale 2002.

## Argentina
| N° | Nome                 | Ruolo | Data di nascita   | Squadra            |
| -- | -------------------- | ----- | ----------------- | ------------------ |
| -  | Claudio Cesar Cuello | All   | -                 | -                  |
| 1  | Celina Crusoe        | P     | 22 settembre 1974 | Reggio Emilia      |
| 2  | Carolina Costagrande | S     | 15 ottobre 1980   | Giannino Pieralisi |
| 3  | Mariana Conde        | S     | 23 luglio 1973    | Spezzano           |
| 4  | Romina Lamas         | P     | 29 agosto 1978    | Tenerife           |
| 5  | Micaela Vogel        | C     | 12 gennaio 1984   | GEBA               |
| 6  | Ivana Mueller        | S     | 7 marzo 1974      | Banco Nación       |
| 7  | Laura Vincente       | S     | 27 novembre 1977  | La Rochette        |
| 8  | Natalia Brussa       | S     | 13 febbraio 1985  | Central San Carlos |
| 10 | Julietta Borghi      | C     | 6 maggio 1982     | Banco Nación       |
| 12 | Marianela Robinet    | L     | 24 novembre 1983  | Central San Carlos |
| 14 | Mirna Ansaldi        | S     | 10 luglio 1977    | Gimnasia Rosario   |
| 16 | Georgina Pinedo      | S     | 30 maggio 1981    | Boca Juniors       |

## Australia
| N° | Nome                | Ruolo | Data di nascita  | Squadra              |
| -- | ------------------- | ----- | ---------------- | -------------------- |
| -  | Mark Barnard        | All   | -                | -                    |
| 1  | Adrienne Marie      | S     | 20 novembre 1972 | UTS                  |
| 3  | Majella Brown       | S     | 2 febbraio 1980  | Murcia               |
| 4  | Anna Maycock        | P     | 24 agosto 1982   | Mount Lofty          |
| 6  | Jennifer Hiller     | L     | 12 gennaio 1979  | Monash University VC |
| 7  | Christie Mokotupu   | S     | 10 maggio 1983   | Padova               |
| 8  | Sandra Bowen        | S     | 12 febbraio 1976 | Monbulk College      |
| 9  | Tolotear Lealamanua | C     | 21 marzo 1983    | UTS                  |
| 11 | Tamsin Barnett      | S     | 10 marzo 1980    | Schweriner           |
| 12 | Priscilla Ruddle    | C     | 12 luglio 1976   | Monash University VC |
| 13 | Rowena Morgan       | L     | 2 giugno 1981    | UTS                  |
| 14 | Louise Bawden       | P     | 7 agosto 1981    | AMVJ                 |
| 16 | Eileen Romanowski   | S     | 3 gennaio 1984   | Mount Lofty          |

## Brasile
| N° | Nome                | Ruolo | Data di nascita  | Squadra   |
| -- | ------------------- | ----- | ---------------- | --------- |
| -  | Marco Aurelio Motta | All   | -                | -         |
| 2  | Luciana Nascimento  | S     | 7 giugno 1980    | Pinheiros |
| 3  | Sheilla de Castro   | S     | 1º luglio 1983   | Minas     |
| 4  | Paula Pequeno       | S     | 22 gennaio 1982  | BCN       |
| 5  | Fabiana de Oliveira | L     | 7 marzo 1980     | Automóvel |
| 8  | Valeska Menezes     | C     | 23 aprile 1976   | BCN       |
| 9  | Sônia Benedito      | S     | 19 gennaio 1978  | Automóvel |
| 10 | Wélissa Gonzaga     | S     | 9 settembre 1982 | Paraná    |
| 11 | Karin Rodrigues     | C     | 8 novembre 1971  | Automóvel |
| 14 | Fabiana Berto       | P     | 23 gennaio 1976  | Paraná    |
| 15 | Marina Daloca       | C     | 8 settembre 1979 | Minas     |
| 16 | Marcelle Rodrigues  | P     | 17 ottobre 1976  | BCN       |
| 18 | Arlene Xavier       | L     | 20 dicembre 1969 | BCN       |

## Bulgaria
| N° | Nome              | Ruolo | Data di nascita   | Squadra                |
| -- | ----------------- | ----- | ----------------- | ---------------------- |
| -  | Stefan Pančev     | All   | -                 | -                      |
| 2  | Marina Marik      | L     | 17 agosto 1969    | Levski Sofia           |
| 4  | Vanja Sokolova    | C     | 22 giugno 1971    | Rapid Bucarest         |
| 5  | Antonina Zetova   | O     | 17 settembre 1973 | Modena                 |
| 6  | Neli Marinova     | P     | 27 maggio 1971    | Romanelli              |
| 7  | Ljubka Debărlieva | P     | 21 settembre 1980 | Levski Sofia           |
| 8  | Slavka Uzunova    | S     | 30 luglio 1971    | ZAON                   |
| 10 | Radosveta Teneva  | S     | 21 novembre 1980  | Aias Evosmou           |
| 11 | Elena Kunova      | C     | 5 novembre 1975   | Vilsbiburg             |
| 13 | Aneta Germanova   | S     | 3 gennaio 1975    | Romanelli              |
| 14 | Ilijana Gočeva    | C     | 2 novembre 1976   | Levski Sofia           |
| 17 | Elena Koleva      | O     | 1º dicembre 1977  | Levski Sofia           |
| 18 | Ilijana Petkova   | C     | 10 novembre 1977  | Virtus Reggio Calabria |

## Canada
| N° | Nome                | Ruolo | Data di nascita  | Squadra            |
| -- | ------------------- | ----- | ---------------- | ------------------ |
| -  | Lorne Sawula        | All   | -                | -                  |
| 3  | Amy Tutt            | S     | 24 aprile 1976   | Benidorm           |
| 5  | Krista Kinsman      | S     | 2 gennaio 1978   | -                  |
| 6  | Anne-Marie Lemieux  | P     | 23 luglio 1976   | -                  |
| 7  | Barbara Bellini     | S     | 14 marzo 1977    | Criollas de Caguas |
| 8  | Kimberly Exner      | S     | 16 luglio 1977   | -                  |
| 9  | Miroslava Pribylova | P     | 15 agosto 1970   | Ulm                |
| 10 | Joanne Ross         | C     | 1º novembre 1977 | -                  |
| 11 | Jenny Rauh          | S     | 1º luglio 1971   | Herentals          |
| 13 | Rae-Ann Mitchell    | C     | 18 marzo 1974    | St-Cloud Volley    |
| 15 | Melissa Raymond     | C     | 27 agosto 1980   | Sherbrooke         |
| 16 | Annie Levesque      | L     | 9 settembre 1979 | Sherbrooke         |
| 18 | Janis Kelly         | S     | 20 marzo 1971    | La Rochette        |

## Cina
| N° | Nome          | Ruolo | Data di nascita   | Squadra  |
| -- | ------------- | ----- | ----------------- | -------- |
| -  | Chen Zhonghe  | All   | -                 | -        |
| 1  | Zhang Jing    | S     | 14 ottobre 1979   | Shanghai |
| 2  | Feng Kun      | P     | 28 dicembre 1978  | Beijing  |
| 3  | Yang Hao      | S     | 21 marzo 1980     | Liaoning |
| 4  | Liu Yanan     | C     | 29 settembre 1980 | Liaoning |
| 6  | Li Shan       | C     | 21 maggio 1980    | Tianjin  |
| 7  | Zhou Suhong   | S     | 23 aprile 1979    | Zhejiang |
| 8  | Zhao Ruirui   | C     | 2 ottobre 1981    | Bayi     |
| 9  | Zhang Yuehong | S     | 9 novembre 1975   | Liaoning |
| 10 | Chen Jing     | C     | 3 settembre 1975  | Sichuan  |
| 12 | Song Nina     | P     | 7 aprile 1980     | Bayi     |
| 13 | Li Ying       | L     | 22 agosto 1979    | Liaoning |
| 15 | Xiong Zi      | L     | 8 novembre 1976   | Sichuan  |

## Corea del Sud
| N° | Nome           | Ruolo | Data di nascita  | Squadra          |
| -- | -------------- | ----- | ---------------- | ---------------- |
| -  | Ryu Hoa-suk    | All   | -                | -                |
| 3  | Kang Hye-mi    | P     | 27 aprile 1974   | Hyundai E&C      |
| 4  | Ku Min-jung    | S     | 25 agosto 1973   | Hyundai E&C      |
| 5  | Kim Sa-nee     | P     | 21 giugno 1981   | Korea Expressway |
| 6  | Choi Kwang-hee | S     | 25 maggio 1974   | Korea T&G        |
| 7  | Park Mee-kyung | S     | 13 maggio 1975   | Korea Expressway |
| 8  | Koo Ki-lan     | L     | 10 marzo 1977    | Heungkuk Life    |
| 9  | Chung Sun-hye  | S     | 17 dicembre 1975 | LG Petrochemical |
| 11 | Lee Meong-hee  | S     | 7 aprile 1978    | Hyundai E&C      |
| 13 | Kim Mi-jin     | C     | 22 luglio 1979   | Korea Expressway |
| 15 | Chang So-yun   | C     | 11 novembre 1974 | Hyundai E&C      |
| 16 | Jung Dae-young | C     | 21 agosto 1981   | Hyundai E&C      |
| 17 | Han Yoo-mi     | S     | 5 febbraio 1982  | Hyundai E&C      |

## Cuba
| N° | Nome           | Ruolo | Data di nascita  | Squadra        |
| -- | -------------- | ----- | ---------------- | -------------- |
| -  | Luis Calderón  | All   | -                | -              |
| 1  | Yumilka Ruiz   | S     | 8 maggio 1978    | Camagüey       |
| 2  | Yanelis Santos | P/O   | 30 marzo 1986    | Ciego de Ávila |
| 3  | Nancy Carrillo | C     | 11 gennaio 1986  | Ciudad Habana  |
| 7  | Yoslan Muñoz   | -     | 19 febbraio 1980 | Ciudad Habana  |
| 8  | Yaima Ortíz    | L     | 9 novembre 1981  | Ciudad Habana  |
| 9  | Indira Mestre  | S     | 21 aprile 1979   | Ciudad Habana  |
| 10 | Regla Torres   | C     | 12 febbraio 1975 | Ciudad Habana  |
| 11 | Liana Mesa     | S     | 26 dicembre 1977 | Camagüey       |
| 12 | Rosir Calderón | S     | 28 dicembre 1984 | Ciudad Habana  |
| 13 | Anniara Muñoz  | -     | 24 gennaio 1980  | Cienfuegos     |
| 17 | Marta Sánchez  | S     | 17 maggio 1973   | Holguín        |
| 18 | Zoila Barros   | C     | 6 agosto 1976    | Ciudad Habana  |

## Egitto
| N° | Nome               | Ruolo | Data di nascita   | Squadra              |
| -- | ------------------ | ----- | ----------------- | -------------------- |
| -  | Hesham Badrawy     | All   | -                 | -                    |
| 1  | Sherihan Sameh     | S     | 25 settembre 1986 | Al-Ahly              |
| 3  | Amina Fouad        | C     | 10 aprile 1980    | Al-Ahly              |
| 4  | Miral Abdelkader   | P     | 16 novembre 1983  | Al-Ahly              |
| 5  | Nagwa Fouad        | C     | 12 agosto 1983    | Sporting Alessandria |
| 6  | Samar Ebeid        | C     | 17 ottobre 1985   | El Shams             |
| 7  | Rasha Elsayed      | L     | 4 febbraio 1981   | Zamalik              |
| 10 | Ingy Hamdy         | C     | 6 giugno 1986     | El Shams             |
| 11 | Tahani Toson       | S     | 22 settembre 1971 | Al-Ahly              |
| 12 | Sara Talaat        | L     | 1º settembre 1982 | Al-Ahly              |
| 13 | Heba Rabie         | C     | 14 febbraio 1983  | Al-Ahly              |
| 14 | Nouran Elmagghauri | S     | 30 settembre 1985 | Al-Ahly              |
| 16 | Mona Badawy        | S     | 16 gennaio 1982   | Al-Ahly              |

## Germania
| N° | Nome                | Ruolo | Data di nascita  | Squadra            |
| -- | ------------------- | ----- | ---------------- | ------------------ |
| -  | Hee Wan Lee         | All   | -                | -                  |
| 2  | Beatrice Dömeland   | P     | 4 agosto 1973    | Dresdner           |
| 3  | Tanja Hart          | P     | 24 gennaio 1974  | Ulm                |
| 4  | Kerstin Tzscherlich | L     | 15 febbraio 1978 | Dresdner           |
| 5  | Sylvia Roll         | S     | 29 maggio 1973   | Giannino Pieralisi |
| 10 | Jana Müller         | S     | 24 maggio 1978   | Schweriner         |
| 11 | Atika Bouagaa       | S     | 22 maggio 1982   | Münster            |
| 12 | Olessya Kulakova    | C     | 31 gennaio 1977  | RC Cannes          |
| 14 | Kathy Radzuweit     | C     | 2 marzo 1982     | Bayer Leverkusen   |
| 15 | Angelina Grün       | O     | 2 dicembre 1979  | Modena             |
| 16 | Judith Sylvester    | O     | 13 ottobre 1977  | Bayer Leverkusen   |
| 17 | Birgit Thumm        | C     | 3 luglio 1980    | Münster            |
| 18 | Verena Veh          | C     | 4 novembre 1977  | Ulm                |

## Grecia
| N° | Nome                   | Ruolo | Data di nascita  | Squadra                 |
| -- | ---------------------- | ----- | ---------------- | ----------------------- |
| -  | Dimitrios Floros       | All   | -                | -                       |
| 1  | Zanna Proniadou        | C     | 13 dicembre 1978 | Filathlītikos Salonicco |
| 2  | Maria Gkaragkounī      | S     | 21 dicembre 1975 | ZAON                    |
| 4  | Nikī Gkaragkounī       | C     | 12 marzo 1977    | Panathīnaïkos           |
| 5  | Fidanka Saparefska     | C     | 4 maggio 1970    | Panathīnaïkos           |
| 9  | Eleutheria Chatzīnikou | P     | 20 aprile 1978   | EA Larissa              |
| 10 | Elenī Memetzī          | P     | 12 gennaio 1975  | Filathlītikos Salonicco |
| 11 | Vasiliki Papazoglou    | S     | 24 agosto 1979   | Panellīnios             |
| 13 | Vaia Dirva             | C     | 22 aprile 1977   | EA Larissa              |
| 14 | Charikleia Sakkoula    | S     | 18 dicembre 1973 | Filathlītikos Salonicco |
| 16 | Elenī Kiosī            | S     | 27 febbraio 1985 | Aias Evosmou            |
| 17 | Iōanna Vlachou         | L     | 14 maggio 1981   | Aias Evosmou            |
| 18 | Tatiana Smyrnidou      | S     | 20 agosto 1975   | Filathlītikos Salonicco |

## Giappone
| N° | Nome               | Ruolo | Data di nascita   | Squadra           |
| -- | ------------------ | ----- | ----------------- | ----------------- |
| -  | Masahiro Yoshikawa | All   | -                 | -                 |
| 1  | Minako Onuki       | S     | 15 ottobre 1972   | NEC Red Rockets   |
| 2  | Chikako Kumamae    | S     | 11 aprile 1974    | Toray Arrows      |
| 3  | Kanako Naito       | C     | 4 novembre 1980   | Takefuji Bamboo   |
| 5  | Shinako Tanaka     | S     | 28 luglio 1975    | NEC Red Rockets   |
| 7  | Kana Oyama         | O     | 19 giugno 1984    | Seitoku Gakuen HS |
| 8  | Hisako Mukai       | S     | 1º marzo 1978     | Toray Arrows      |
| 9  | Sachiko Kodama     | P     | 15 settembre 1978 | Toray Arrows      |
| 11 | Miyuki Takahashi   | S     | 25 dicembre 1978  | NEC Red Rockets   |
| 12 | Makiko Horai       | S     | 6 gennaio 1979    | JT Marvelous      |
| 13 | Yūko Sano          | L     | 26 luglio 1979    | Toray Arrows      |
| 14 | Sachiko Sugiyama   | C     | 19 ottobre 1979   | NEC Red Rockets   |
| 15 | Ai Ōtomo           | C     | 24 marzo 1982     | NEC Red Rockets   |

## Kenya
| N° | Nome              | Ruolo | Data di nascita   | Squadra               |
| -- | ----------------- | ----- | ----------------- | --------------------- |
| -  | Gilbert Ohanya    | All   | -                 | -                     |
| 1  | Philister Sang    | S     | 12 settembre 1984 | Kenya Pipeline        |
| 2  | Margaret Mukoya   | C     | 28 febbraio 1973  | Telkom Kenya          |
| 3  | Rodah Lyali       | P     | 22 novembre 1976  | Kenya Pipeline        |
| 5  | Abigael Kipkemboi | C     | 26 agosto 1981    | Kenya Pipeline        |
| 6  | Catherine Wanjiru | S     | 7 agosto 1978     | Kenya Pipeline        |
| 7  | Lucy Chege        | C     | 15 novembre 1976  | Kenya Pipeline        |
| 9  | Dorcas Nakhomicha | S     | 31 marzo 1971     | Telkom Kenya          |
| 10 | Salome Wanjala    | S     | 20 aprile 1985    | Kenya Commercial Bank |
| 13 | Leonidas Kamende  | S     | 28 agosto 1979    | Kenya Pipeline        |
| 14 | Violet Barasa     | S     | 21 giugno 1975    | Vileo                 |
| 16 | Nancy Waswa       | S     | 28 dicembre 1971  | Telkom Kenya          |
| 17 | Mercy Wesutila    | L     | 8 marzo 1976      | Kenya Pipeline        |

## Italia
| N° | Nome                | Ruolo | Data di nascita   | Squadra         |
| -- | ------------------- | ----- | ----------------- | --------------- |
| -  | Marco Bonitta       | All   | 5 settembre 1963  | -               |
| 2  | Simona Rinieri      | S     | 1º settembre 1977 | Olimpia Ravenna |
| 3  | Elisa Togut         | O     | 14 maggio 1978    | Vicenza         |
| 4  | Manuela Leggeri     | C     | 9 maggio 1976     | Modena          |
| 5  | Sara Anzanello      | C     | 30 luglio 1980    | AGIL            |
| 10 | Paola Paggi         | C     | 6 dicembre 1976   | Vicenza         |
| 11 | Darina Mifkova      | S     | 24 maggio 1974    | Vicenza         |
| 12 | Francesca Piccinini | S     | 10 gennaio 1979   | Bergamo         |
| 13 | Rachele Sangiuliano | P     | 23 giugno 1981    | Icot            |
| 14 | Eleonora Lo Bianco  | P     | 22 dicembre 1979  | Olimpia Ravenna |
| 15 | Valentina Borrelli  | S     | 30 ottobre 1978   | Spezzano        |
| 16 | Anna Vania Mello    | C     | 27 febbraio 1979  | Bergamo         |
| 17 | Paola Cardullo      | L     | 18 marzo 1982     | AGIL            |

## Messico
| N° | Nome              | Ruolo | Data di nascita   | Squadra          |
| -- | ----------------- | ----- | ----------------- | ---------------- |
| -  | Sergio Hernandez  | All   | -                 | -                |
| 1  | Yendy Cortinas    | S     | 4 luglio 1982     | Benidorm         |
| 3  | Celida Cordova    | L     | 1º agosto 1980    | National Team    |
| 4  | Selena Barajas    | P     | 22 gennaio 1982   | UANL             |
| 5  | Kenia Olvera      | C     | 6 maggio 1975     | UNAM             |
| 6  | Migdalel Ruiz     | S     | 3 marzo 1983      | Guanajuato       |
| 8  | Marcia Gonzalez   | P     | 10 febbraio 1975  | UNAM             |
| 10 | Bibiana Candelas  | C     | 2 dicembre 1983   | Coahuila         |
| 11 | Blanca Chan       | S     | 26 luglio 1981    | Sinaloa          |
| 12 | Claudia Rodriguez | C     | 10 agosto 1980    | UNAM             |
| 13 | Mariana Lopez     | P     | 30 agosto 1985    | Distrito Federal |
| 15 | Marion Frias      | C     | 19 gennaio 1982   | Distrito Federal |
| 17 | Paola Estrada     | L     | 11 settembre 1979 | Distrito Federal |

## Paesi Bassi
| N° | Nome               | Ruolo | Data di nascita   | Squadra            |
| -- | ------------------ | ----- | ----------------- | ------------------ |
| -  | Angelo Frigoni     | All   | -                 | -                  |
| 1  | Kim Staelens       | P     | 7 gennaio 1982    | USSP Albi          |
| 3  | Francien Huurman   | C     | 18 aprile 1975    | Imola              |
| 5  | Janneke van Tienen | L     | 29 maggio 1979    | Weert              |
| 6  | Elles Leferink     | S     | 14 novembre 1976  | Ulm                |
| 7  | Elke Wijnhoven     | L     | 3 gennaio 1981    | Vicenza            |
| 8  | Alice Blom         | S     | 7 aprile 1980     | Pollux             |
| 10 | Irina Donets       | C     | 20 agosto 1976    | Olimpia Ravenna    |
| 11 | Ruth Heerschap     | C     | 6 gennaio 1978    | AMVJ               |
| 12 | Manon Flier        | O     | 8 febbraio 1984   | Pollux             |
| 14 | Riette Fledderus   | P     | 18 ottobre 1977   | Giannino Pieralisi |
| 15 | Ingrid Visser      | C     | 4 giugno 1977     | Las Palmas         |
| 17 | Maureen Staal      | S     | 30 settembre 1982 | Weert              |

## Polonia
| N° | Nome                  | Ruolo | Data di nascita   | Squadra            |
| -- | --------------------- | ----- | ----------------- | ------------------ |
| -  | Zbigniew Kryzanowski  | All   | -                 | -                  |
| 1  | Katarzyna Mroczkowska | C     | 30 giugno 1980    | Pałac Bydgoszcz    |
| 2  | Ewa Kowalkowska       | S     | 23 febbraio 1975  | Pałac Bydgoszcz    |
| 3  | Joanna Szeszko        | S     | 14 giugno 1974    | SKRA Varsavia      |
| 4  | Izabela Bełcik        | P     | 29 novembre 1980  | Gedania            |
| 5  | Magdalena Szryniawska | P     | 17 novembre 1969  | Bergamo            |
| 6  | Małgorzata Glinka     | S     | 30 settembre 1978 | Vicenza            |
| 8  | Natalia Bamber        | S     | 24 febbraio 1982  | Gwardia Wrocław    |
| 9  | Milena Rosner         | S     | 4 gennaio 1980    | Gedania            |
| 11 | Anna Podolec          | O     | 30 ottobre 1985   | SMS PZPS Sosnowiec |
| 13 | Dominika Leśniewicz   | L     | 13 gennaio 1974   | Pałac Bydgoszcz    |
| 16 | Aleksandra Jagieło    | S     | 2 giugno 1980     | BKS                |
| 17 | Joanna Staniucha      | S     | 5 dicembre 1981   | BKS                |

## Porto Rico
| N° | Nome                | Ruolo | Data di nascita   | Squadra                    |
| -- | ------------------- | ----- | ----------------- | -------------------------- |
| -  | David Aleman        | All   | -                 | -                          |
| 1  | Lourdes Isern       | L     | 15 settembre 1978 | Vaqueras de Bayamón        |
| 2  | Tatiana Encarnación | S     | 28 luglio 1985    | Criollas de Caguas         |
| 3  | Vilmarie Mojica     | P     | 13 agosto 1985    | Pinkin de Corozal          |
| 6  | Yarleen Santiago    | S     | 18 gennaio 1978   | Gigantes de Carolina       |
| 7  | Dolly Melendez      | P     | 16 aprile 1984    | Criollas de Caguas         |
| 8  | Eva Cruz            | S     | 22 gennaio 1974   | Conquistadoras de Guaynabo |
| 9  | Áurea Cruz          | S     | 10 gennaio 1982   | Llaneras de Toa Baja       |
| 11 | Karina Ocasio       | S     | 1º agosto 1985    | Conquistadoras de Guaynabo |
| 12 | Xiomara Molero      | P     | 23 aprile 1971    | Criollas de Caguas         |
| 13 | Dariam Acevedo      | S     | 15 dicembre 1984  | Chicas de San Juan         |
| 17 | Sheila Ocasio       | C     | 17 novembre 1982  | Conquistadoras de Guaynabo |
| 18 | Jetzabel Del Valle  | C     | 19 dicembre 1979  | Criollas de Caguas         |

## Rep. Ceca
| N° | Nome                | Ruolo | Data di nascita  | Squadra      |
| -- | ------------------- | ----- | ---------------- | ------------ |
| -  | Stanislav Mitac     | All   | -                | -            |
| 2  | Helena Horká        | S     | 15 giugno 1981   | Královo Pole |
| 4  | Milada Spalová      | C     | 16 novembre 1979 | Olomouc      |
| 5  | Jana Šimánková      | P     | 6 aprile 1980    | Královo Pole |
| 6  | Eva Stepancikova    | P     | 11 dicembre 1972 | Palermo      |
| 7  | Marcela Ritschelová | C     | 9 ottobre 1972   | Palermo      |
| 8  | Kateřina Bucková    | C     | 28 aprile 1978   | RC Cannes    |
| 9  | Kateřina Jenkova    | S     | 18 maggio 1971   | Panellīnios  |
| 11 | Jana Havlova        | S     | 27 maggio 1978   | Olymp Praha  |
| 12 | Petra Novotná       | S     | 10 aprile 1981   | Olymp Praha  |
| 14 | Lenka Felbabova     | L     | 18 aprile 1978   | Olymp Praha  |
| 15 | Jana Šenková        | S     | 11 luglio 1982   | Olomouc      |
| 17 | Jana Kalcikova      | C     | 22 gennaio 1980  | Olymp Praha  |

## Rep. Dominicana
| N° | Nome              | Ruolo | Data di nascita | Squadra            |
| -- | ----------------- | ----- | --------------- | ------------------ |
| -  | Jorge Perez Vento | All   | -               | -                  |
| 3  | Yudelkys Bautista | C     | 5 dicembre 1977 | Mirador            |
| 5  | Evelyn Carrera    | L     | 5 ottobre 1971  | Los Prados         |
| 6  | Lucy Suazo        | S     | 16 agosto 1981  | Los Cachorros      |
| 7  | Annerys Vargas    | C     | 7 agosto 1982   | Modeca             |
| 8  | Indys Novas       | S     | 7 novembre 1977 | Mirador            |
| 9  | Nuris Arias Done  | S     | 20 maggio 1978  | Mirador            |
| 10 | Milagros Cabral   | S     | 17 ottobre 1978 | Los Cachorros      |
| 12 | Francia Jackson   | P     | 8 novembre 1975 | Mirador            |
| 13 | Francisca Duarte  | S     | 4 novembre 1979 | Mirador            |
| 15 | Cosiri Rodríguez  | O     | 30 agosto 1977  | San Cristóbal      |
| 16 | Kenia Moreta      | S     | 4 luglio 1984   | Mirador            |
| 18 | Karla Echenique   | P     | 16 maggio 1987  | Deportivo Nacional |

## Romania
| N° | Nome                   | Ruolo | Data di nascita  | Squadra         |
| -- | ---------------------- | ----- | ---------------- | --------------- |
| -  | Costinel Stan          | All   | -                | -               |
| 1  | Carmen Țurlea          | O     | 18 novembre 1975 | Bergamo         |
| 2  | Elena Butnaru          | C     | 27 aprile 1975   | Palermo         |
| 3  | Luminita Trombitas     | P     | 5 luglio 1971    | Padova          |
| 5  | Carmen Marcovici       | C     | 20 marzo 1973    | Boavista        |
| 9  | Andreea Constantinescu | -     | 14 giugno 1977   | Piatra Neamț    |
| 10 | Mirela Corjeutanu      | S     | 6 luglio 1977    | Busto Arsizio   |
| 11 | Cristina Pîrv          | S     | 29 giugno 1972   | Minas           |
| 12 | Maria Chivorchian      | S     | 27 agosto 1982   | Știința Bacău   |
| 15 | Anca Popescu           | C     | 21 febbraio 1976 | Fisch Bell      |
| 16 | Alina Albu             | C     | 6 settembre 1983 | Dinamo Bucarest |
| 17 | Florentina Nedelcu     | S     | 26 marzo 1976    | Piatra Neamț    |
| 18 | Nicoleta Tolisteanu    | L     | 3 dicembre 1980  | Știința Bacău   |

## Russia
| N° | Nome                | Ruolo | Data di nascita   | Squadra  |
| -- | ------------------- | ----- | ----------------- | -------- |
| -  | Nikolaj Karpol      | All   | -                 | -        |
| 1  | Tatjana Gorškova    | S     | 8 marzo 1981      | Uraločka |
| 3  | Anastasija Belikova | C     | 22 luglio 1979    | Uraločka |
| 4  | Elena Batuchtina    | L     | 12 aprile 1971    | Uraločka |
| 6  | Elena Godina        | S     | 17 settembre 1977 | Uraločka |
| 7  | Natal'ja Safronova  | S     | 6 febbraio 1979   | Uraločka |
| 8  | Evgenija Artamonova | S     | 17 luglio 1975    | Uraločka |
| 9  | Elizaveta Tiščenko  | C     | 7 febbraio 1975   | Uraločka |
| 11 | Ekaterina Gamova    | O     | 17 ottobre 1980   | Uraločka |
| 12 | Tatjana Gračëva     | P     | 23 febbraio 1973  | Uraločka |
| 14 | Elena Plotnikova    | S     | 26 luglio 1978    | Uraločka |
| 15 | Anžela Gureva       | S     | 2 settembre 1980  | Uraločka |
| 17 | Olga Čukanova       | S     | 9 giugno 1980     | Uraločka |

## Stati Uniti
| N° | Nome                 | Ruolo | Data di nascita   | Squadra            |
| -- | -------------------- | ----- | ----------------- | ------------------ |
| -  | Toshiaki Yoshida     | All   | -                 | -                  |
| 1  | Prikeba Phipps       | S     | 20 giugno 1969    | Bergamo            |
| 2  | Danielle Scott       | C     | 1º ottobre 1972   | Pioneer Red Wings  |
| 3  | Tayyiba Haneef       | S     | 23 marzo 1979     | Stati Uniti        |
| 5  | Stacy Sykora         | L     | 24 giugno 1977    | Olimpia Ravenna    |
| 6  | Elisabeth Bachman    | C     | 7 novembre 1978   | Minnesota Chill    |
| 7  | Heather Bown         | C     | 29 novembre 1978  | Olimpia Ravenna    |
| 8  | Elizabeth Fitzgerald | P     | 15 luglio 1980    | Stati Uniti        |
| 12 | Jennifer Flynn       | P     | 26 luglio 1978    | Stati Uniti        |
| 13 | Tara Cross           | S     | 16 settembre 1968 | Bergamo            |
| 15 | Logan Tom            | S     | 25 maggio 1981    | Stanford           |
| 16 | Sarah Noriega        | S     | 24 aprile 1976    | Romanelli          |
| 18 | Nancy Meendering     | S     | 12 novembre 1978  | Indias de Mayagüez |

## Thailandia
| N° | Nome                         | Ruolo | Data di nascita   | Squadra       |
| -- | ---------------------------- | ----- | ----------------- | ------------- |
| -  | Kiattipong Radchatagriengkai | All   | -                 | -             |
| 1  | Wanna Burkaew                | L     | 2 gennaio 1981    | Pepsi Bangkok |
| 2  | Sommai Niyompon              | S     | 28 settembre 1984 | Pepsi Bangkok |
| 3  | Anna Paijinda                | S     | 3 aprile 1974     | Rerothai      |
| 4  | Nurak Nokputta               | S     | 31 gennaio 1982   | Pepsi Bangkok |
| 5  | Pleumjit Thinkaow            | C     | 9 novembre 1983   | Pepsi Bangkok |
| 6  | Saranya Srisakorn            | C     | 11 maggio 1975    | Aerothai      |
| 8  | Suphap Phongthong            | C     | 16 maggio 1982    | Pepsi Bangkok |
| 9  | Piyamas Koijapo              | S     | 23 ottobre 1980   | Pepsi Bangkok |
| 11 | Amporn Hyapha                | C     | 19 maggio 1985    | PTT Bangkok   |
| 13 | Wanlapa Jid-Ong              | P     | 2 giugno 1977     | Pepsi Bangkok |
| 14 | Patcharee Sangmuang          | S     | 20 marzo 1978     | PTT Bangkok   |
| 16 | Wisuta Heebkaew              | P     | 1º febbraio 1982  | RBAC          |